# Karl Metzger
Johann Karl Metzger, född 6 juni 1865 i Norden, Ostfriesland, död 1950, var en tysk skogsman.
Metzger blev filosofie doktor i Giessen 1891, var i nio år anställd som assistent hos direktören för forstakademien i München och erhöll 1901 revir vid Nassau. Åren 1901-07 tjänstgjorde han som forstattaché vid tyska generalkonsulaten i Köpenhamn och (från 1905) i Sankt Petersburg för att studera skogsförhållanden i Danmark, Norge, Sverige, Finland och Ryssland. År 1907 utnämndes han till professor i skogsskötsel och skogsuppskattning vid forstakademien i Hann. Münden, men återgick 1910 till den praktiska skogsvården och erhöll reviret Sonnenberg vid Wiesbaden. Han publicerade i facktidskrifter en mängd mycket uppmärksammade avhandlingar rörande skogsekonomi. 
Metzger, som under flera år företog studieresor till Sverige, ansågs för en av de främste kännarna av svenska skogsförhållanden och invaldes 1913 som ledamot av Lantbruksakademien.